# Stadtkomödie
Stadtkomödie ist der Name einer Fernsehfilmreihe des ORF.
In Anlehnung an die zuvor begonnenen Landkrimis produziert der ORF seit 2016 die Filmreihe Stadtkomödie, die abwechselnd in verschiedenen Städten Österreichs mit unterschiedlichen Schauspielern und Regisseuren gedreht wird.
Die Filme Die Notlüge, Herrgott für Anfänger und Kebab extra scharf! wurden nach Erstausstrahlung auch neben der Video-on-Demand-Plattform Flimmit auf DVD bei Hoanzl veröffentlicht.

## Episoden
Die beiden Folgen Kebab mit Alles und Kebab extra scharf! wurden ursprünglich außerhalb der Reihe produziert, sind seitens des ORF jedoch nachträglich hinzugefügt worden.
| Folge | Stadt      | Titel                      | Veröffentlichung                                                      | ORF-Erstausstrahlung | Darsteller |
| ----- | ---------- | -------------------------- | --------------------------------------------------------------------- | -------------------- | --- |
| (1)   | Wien       | Kebab mit Alles            | 15. Dezember 2011                                                     | 15. Dezember 2011    | Andreas Vitásek, Tim Seyfi, Karl Fischer, Michael Ostrowski                                                          |
| 1     | Graz       | Die Notlüge                | 30. März 2017 (Diagonale)                                             | 23. Dezember 2017    | Josef Hader, Brigitte Hobmeier, Pia Hierzegger, Manuel Rubey, Andreas Kiendl, Bernhard Schir, Christine Ostermayer   |
| 2     | Wien       | Herrgott für Anfänger      | 30. Dezember 2017                                                     | 30. Dezember 2017    | Deniz Cooper, Katharina Straßer                                                                                      |
| (3)   | Wien       | Kebab extra scharf!        | 14. September 2017 (ARTE)                                             | 6. Jänner 2018.      | Andreas Vitásek, Tim Seyfi, Michael Ostrowski                                                                        |
| 3     | Klagenfurt | Harri Pinter, Drecksau     | 22. Oktober 2017 (Kinostart)                                          | 29. Dezember 2018    | Juergen Maurer, Julia Cencig, Andreas Lust                                                                           |
| 4     | St. Pölten | Geschenkt                  | 31. Oktober 2018 (Biberacher Filmfestspiele)                          | 22. Dezember 2018    | Thomas Stipsits, Julia Koschitz, Gerhard Liebmann                                                                    |
| 5     | Eisenstadt | Curling für Eisenstadt     | 13. September 2019                                                    | 13. September 2019   | Katharina Straßer, Wolfgang Böck                                                                                     |
| 6     | Wien       | Der Fall der Gerti B.      | 25. November 2019                                                     | 25. November 2019    | Susi Stach, Karl Fischer, Cornelius Obonya, Johannes Silberschneider                                                 |
| 7     | Graz       | Man kann nicht alles haben | 11. September 2021 (Schubertkino Graz)                                | 8. Dezember 2021     | Johannes Silberschneider, Fritz Karl, Aglaia Szyszkowitz, Gerhard Liebmann, Martina Poel                             |
| 8     | Innsbruck  | Die Lederhosenaffäre       | 15. Dezember 2021                                                     | 15. Dezember 2021    | Stefan Pohl, Josephine Bloéb, Erwin Steinhauer                                                                       |
| 9     | Salzburg   | Die Unschuldsvermutung     | 8. September 2021 (Das Erste)                                         | 27. April 2022       | Ulrich Tukur, Laura de Boer, Michou Friesz, August Zirner, Robert Stadlober, Christine Ostermayer, Brigitte Hobmeier |
| 10    | Wien       | Der weiße Kobold           | 7. April 2022 (Diagonale)                                             | 3. April 2023        | Frederick Lau, Maya Unger, Simon Steinhorst, Thomas Mraz, Zoë Straub, Michael Thomas                                 |
| 11    | Linz       | Heribert                   | 23. August 2023 (Filmfestival Kitzbühel) 18. Jänner 2024. (Das Erste) | 26. Mai 2025         | Benedikt Kalcher, Caro Cult, Muriel Baumeister, Günther Lainer, Julia Edtmeier, Safira Robens, Rafael Gareisen       |